# Schloss Donaueschingen

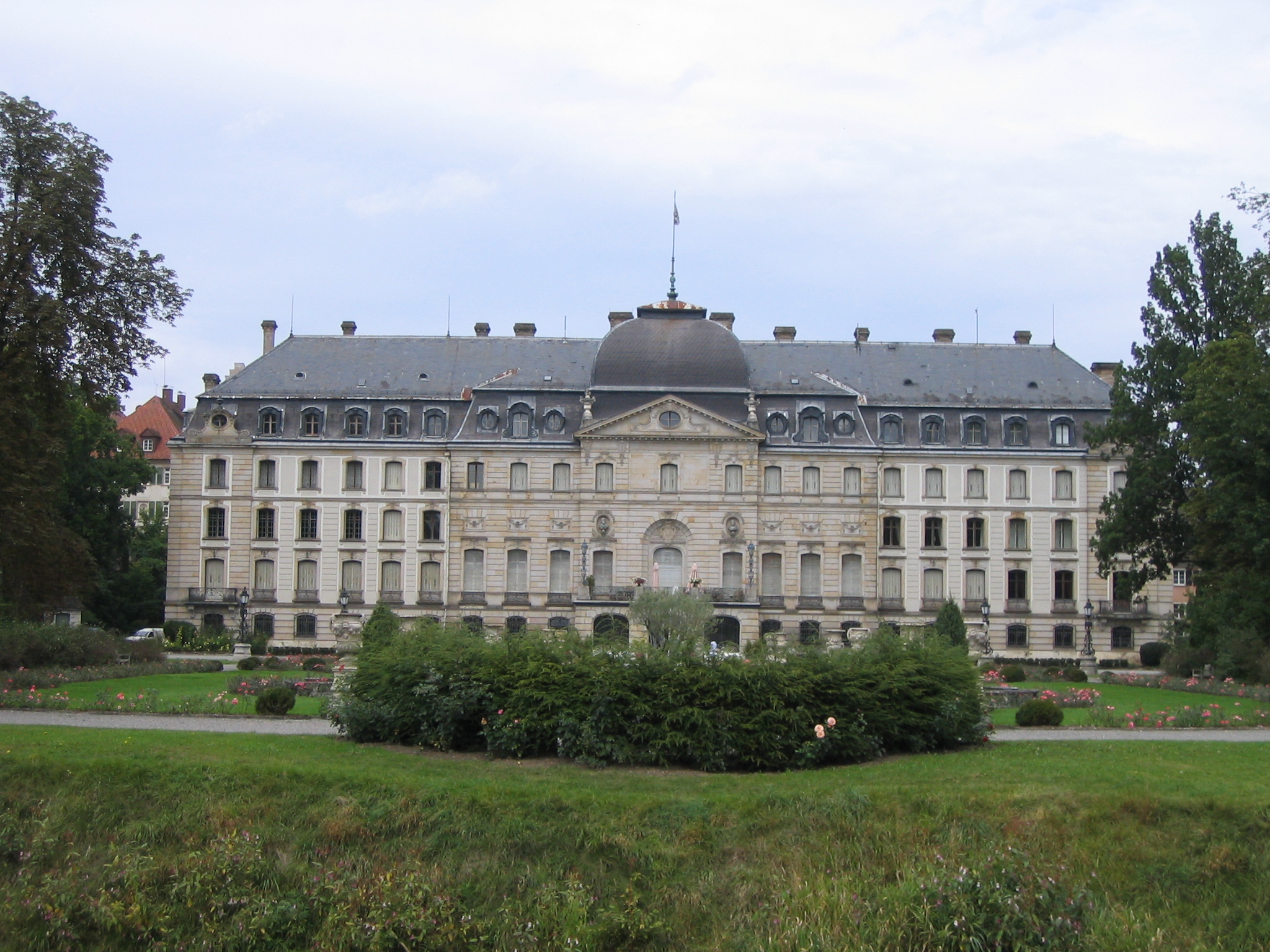
Donaueschinger Schloss

Das Schloss Donaueschingen, auch Fürstlich Fürstenbergisches Schloss, ist ein Schloss nach französischem Vorbild im Stil des Historismus in der Stadt Donaueschingen. Es ist umgeben von einem Schlosspark, an dessen Nordwestrand sich die historische Donauquelle befindet. Das Schloss ist im Besitz des Adelsgeschlechts Fürstenberg und kann zu bestimmten Zeiten innerhalb von Führungen besichtigt sowie für Veranstaltungen angemietet werden.

## Geschichte

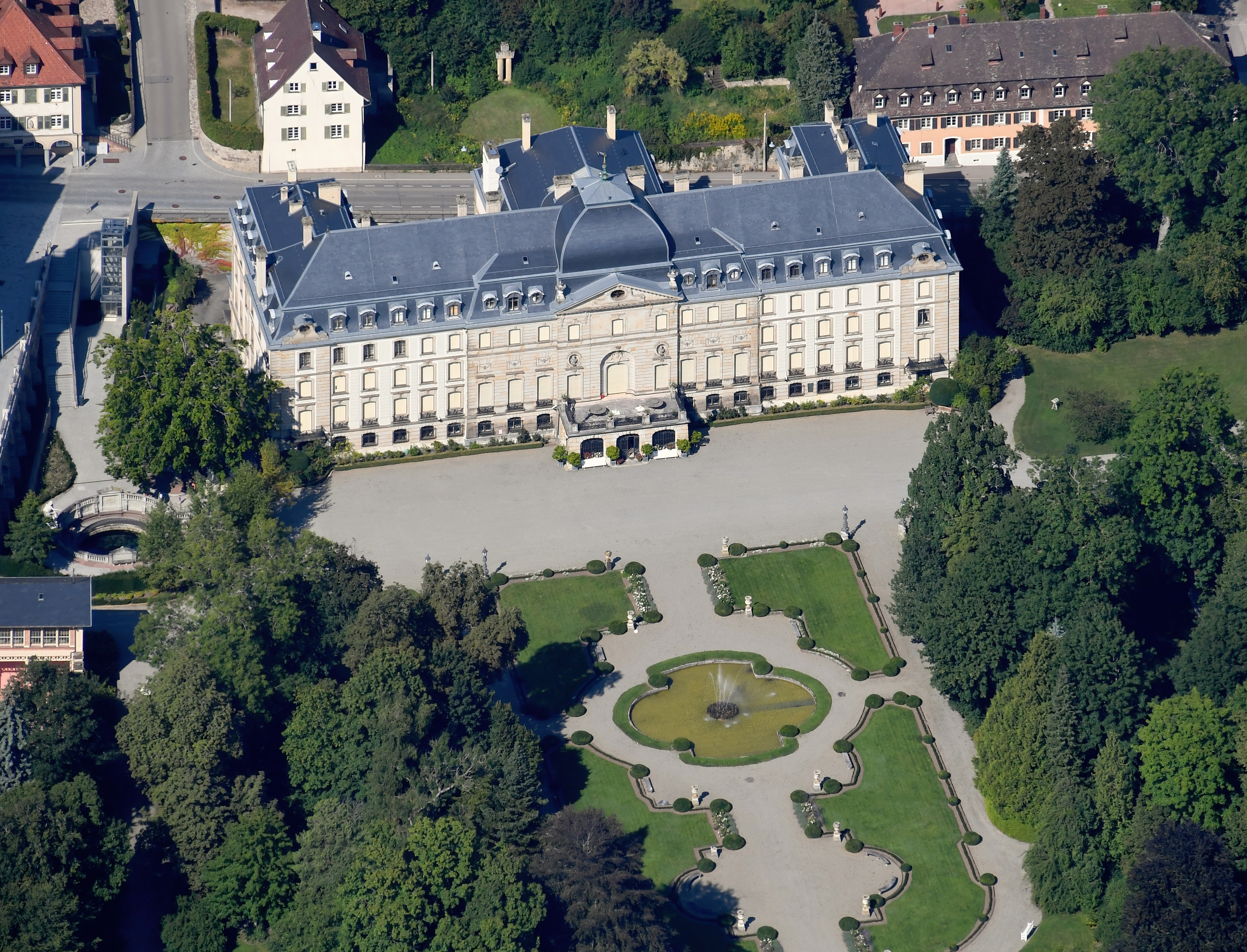
Schloss und Gartenparterre; links unterhalb des Schlosses ist die Donauquelle zu sehen

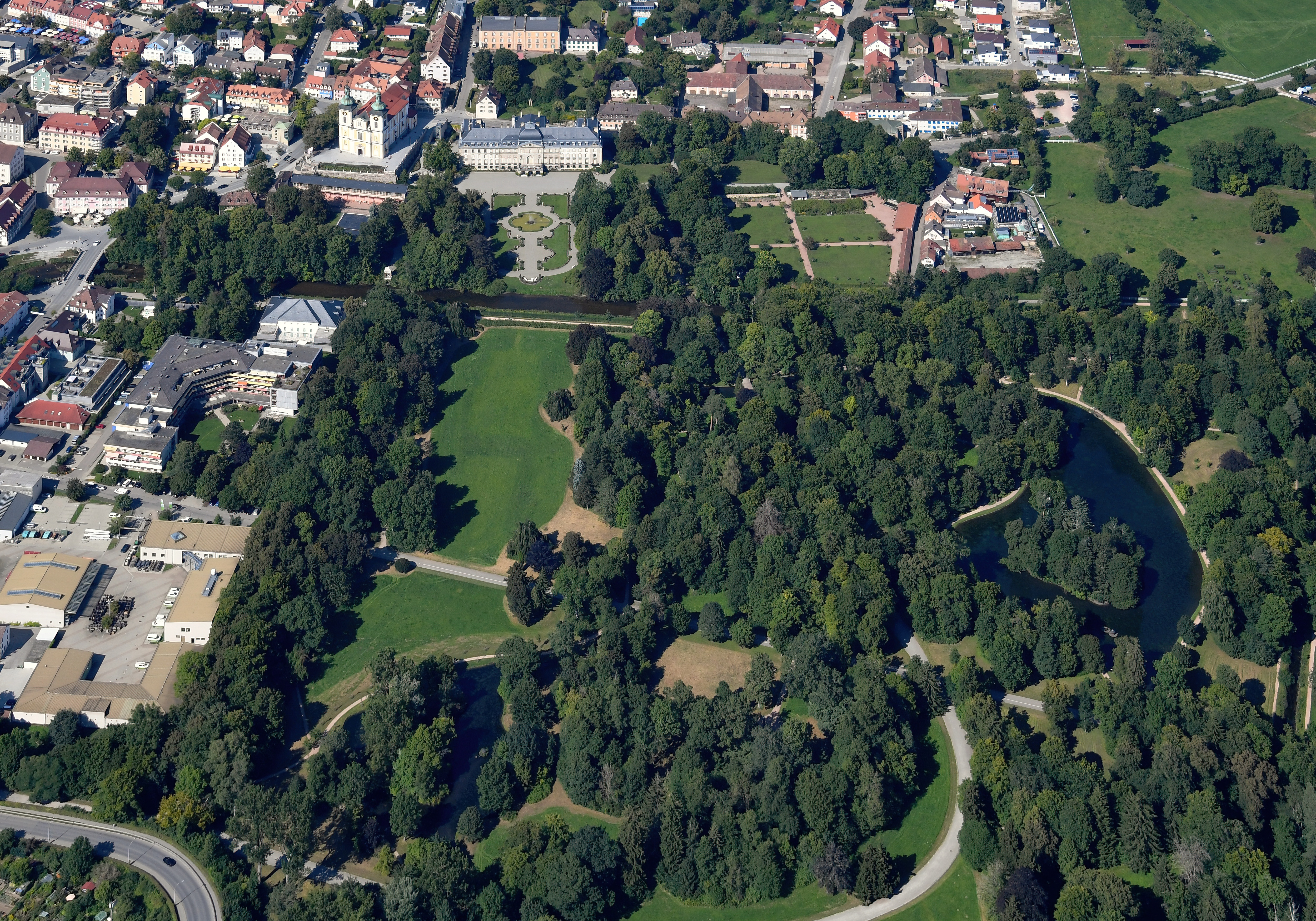
Schloss und Schlosspark

Im 14. und 15. Jahrhundert bestand hier bereits ein festes Haus, das sich 1292 im Besitz eines Mitglieds der Herren von Blumberg befand. Bereits 1488 hatten die Fürstenberger Donaueschingen erworben und danach die Burg Entenburg aufgegeben.
Um 1556 hatte Graf Friedrich II. von Fürstenberg (1496–1559) an der Stelle des heutigen Schlosses den Bau eines (wesentlich kleineren) Vorgängerbaus in Auftrag gegeben. Dieser Bau war jedoch auf schwachen Fundamenten errichtet und blieb lange unvollendet, bis sein Sohn Heinrich den Bau vollendete und sich hier häufig aufhielt, nachdem ihm die Baar von seinen Brüdern zugefallen war. Sigmund von Birken bildet in seinem Werk Donaustrand eine Ansicht der Stadt mit dem Alten Schloss (um 1680) ab.
Das heutige Schloss entstand in den Jahren um 1723, als unter Fürst Joseph Wilhelm Ernst zu Fürstenberg (1699–1762) die Verwaltung der Herrschaft Stühlingen, der Herrschaft Meßkirch und der Grafschaft Heiligenberg nach Donaueschingen verlegt wurden. Der eher nüchterne, ursprünglich barocke Zweckbau hatte in etwa die gleiche Ausdehnung wie heute, vier Geschosse hoch und mit einem Mansarddach versehen. Alte Abbildungen (so die von Jakob Alt von 1824 und die von Wilhelm Scheuchzer von 1827) zeigen ihn als schlichten, aber würdigen und großzügigen Bau. In der Umgebung des Schlosses entstanden in den Jahren 1732 bis 1735 die Fürstlich Fürstenbergische Bibliothek, von 1705 bis 1739 das Brauhaus der Fürstlich Fürstenbergischen Brauerei und zwischen 1756 und 1763 das Fürstlich Fürstenbergisches Archiv.
Am 8. Dezember 1821 äscherte ein Brand den alten westlich gelegenen Teil des Schlosses mit der Kapelle St. Nikolaus ein und nötigte das junge Fürstenpaar – Karl Egon II. und seine Gemahlin Amalie – bis zur Wiederherstellung des abgebrannten Schlossteiles 1828 dazu, im späteren Karlshof zu wohnen. Dieses Anwesen in der Josephstraße war kurz davor von Major von Koller († 5. Dezember 1834) gekauft worden. Nach der Abtragung der abgebrannten Teile entstand im 2. Obergeschoss ein klassizistischer Festsaal nach Entwürfen des badischen Baumeisters Friedrich Weinbrenner, der als sein letztes Werk gelten kann.
Der Karlsbau mit den Fürstlich Fürstenbergischen Sammlungen wurde 1868 fertiggestellt. Die Sammlungen waren bis dahin (1865) im Oberen Schloss in Hüfingen (erbaut ab 1712 durch Fürst Froben Ferdinand zu Fürstenberg-Mößkirch) untergebracht.
1892 bis 1896 wurde das Schloss durch den Pariser Architekten Amand Louis Bauqué, der in Wien zusammen mit Albert Emilio Pio ein Architekturbüro unterhielt, innen und außen im Stil der Belle Époque umgestaltet und mit einer Kuppel versehen. Am Mittelrisalit der Gartenfassade befinden sich über dem Altan das Wappen des Hauses Fürstenberg sowie zwei antike Kaiserbüsten, die Marc Aurel und Lucius Verus darstellen und hierfür 1895 in Rom angekauft wurden. Von wenigen Modernisierungsmaßnahmen abgesehen, ist dieser Zustand bis heute erhalten.
1894 ließ Karl Egon IV. zu Fürstenberg das Flusskraftwerk Stallegg errichten, um Energie für die Fürstlich Fürstenbergische Brauerei und für die Beleuchtung von Schloss und Schlosspark bereitzustellen.

## Innenausstattung
Die in Neo-Stilen gehaltene Gestaltung der Innenräume und des Mobiliars repräsentieren die Zeit von der Renaissance über Régence und Rokoko bis zum Empire. Sehenswert ist unter anderem die durch ein Oberlicht beleuchtete Empfangshalle, in der sich unter anderem eine um 1520 angefertigte hölzerne Sitzbank aus dem Besitz der Familie Strozzi sowie ein um 1480 entstandener florentinischer Kamin aus Sandstein befinden. Beide wurden auf Vermittlung des Kunsthistorikers und Berliner Museumsdirektors Wilhelm von Bode angekauft. Auch der Große und der Kleine Salon, das Speisezimmer sowie das für die damalige Zeit erstaunliche moderne Badezimmer der Fürstin sind sehenswert.

## Musik im Schloss
1763 kam die Familie Mozart zu einem zwölftägigen Besuch, der zehnjährige Wolfgang Amadeus Mozart komponierte für den Fürsten Joseph Wenzel zu Fürstenberg ein Cellostück und erhielt dafür 24 Golddukaten. Hier wurden später die Opern Die Entführung aus dem Serail und Die Hochzeit des Figaro in Deutschland erstmals aufgeführt. Auch Stücke von Béla Bartók, Paul Hindemith, Anton von Webern oder Richard Strauss kamen hier erstmals vor das Publikum. 1921 fanden die ersten „Kammermusikaufführungen zur Förderung der zeitgenössischen Tonkunst“ in ebendiesem Festsaal statt. Daraus gingen später die berühmt gewordenen Donaueschinger Musiktage hervor.